# Teoria estymacji
Teoria estymacji – dział statystyki, zajmujący się wyznaczaniem parametrów rozkładu populacji statystycznej za pomocą badania próby statystycznej.